# Urta Tagay
Urta Tagay (rus. Урта-Тагай) je otok na rijeci Panj (izvorišni tok rijeke Amu Darje) na granici Afganistana i Tadžikistana u središnjoj Aziji. Nalazi se između gradova Farkhor i Yangi Qala. Njime upravlja provincija Takhar, Afganistan. 

## Povijest
Otok je bio predmet dva granična sukoba: jedan se zbio 1913., a drugi 1925. godine.
Godine 1925., sovjetske trupe su okupirale otok, tvrdeći da se glavni kanal rijeke pomaknuo prema jugu otoka, ostavljajući otok na sovjetskom teritoriju. Unatoč diplomatskom zahtjevu, vjeruje se da je otok zauzet kako bi se spriječilo uzbekistanske pobunjenike da prijeđu rijeku i napadnu Sovjete. Kabul je prosvjedovao zbog zauzimanja otoka, a spor je iznesen zajedničkoj komisiji koja je odlučila u korist Afganistana. Otok je kasnije vraćen Afganistanu.